# Lady Flora Hastings
Flora Elizabeth Rawdon-Hastings (11 tháng 2 năm 1806 – 5 tháng 7 năm 1839) là một nữ quý tộc người Anh và là Thị tùng cho mẹ của Victoria của Anh là Victoire xứ Sachsen-Coburg-Saalfeld. Cái chết của bà vào năm 1839 trở thành một bê bối tại triều đình và khiến Victoria của Anh mất đi hình ảnh đẹp trong lòng dân chúng.

## Gia đình
Lady Flora là một trong các con gái của Francis Rawdon-Hastings, Hầu tước thứ 1 xứ Hastings (1754-1826) và Flora Mure-Campbell, Bá tước thứ 6 xứ Loudoun (1780-1840). Các anh chị em của bà gồm có George, Sophia, Selina và Adelaide.

## Scandal

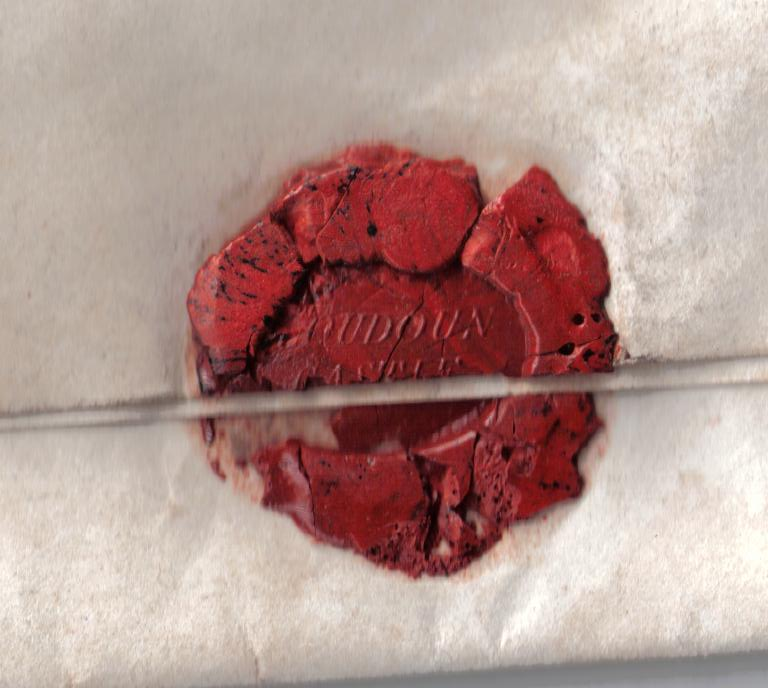
Sáp dấu trên một bức thư viết bởi Hastings

Lady Flora bị cáo buộc có mối quan hệ tình cảm với John Conroy, quản gia và đồng thời được cho là tình nhân của Bà Công tước xứ Kent.

### Nhập cung
Con gái của Bà Công tước xứ Kent, Vương tôn nữ Alexandrina Victoria (sau là Victoria của Anh), căm ghét Conroy, trong khi Flora không ưa người bạn đồng thời là giáo sư của Victoria là Nữ Nam tước Lehzen, cũng như vị Thủ tướng đương nhiệm Lord Melbourne.
Lady Flora tham gia vào hệ thống giáo dưỡng Victoria mang tên [Hệ thống Kensington] do Conroy thiết lập, qua đó cho Victoria hạn chế tiếp xúc với những người chú bác Vương tộc Hanover. Victoria rất ghét Lady Flora và sẵn sàng vạch trần mọi tội trạng có thể lật đổ Conroy cùng những đồng mưu của ông ta, trong khi đó Flora lại ghét cay đắng Nữ Nam tước Louise Lehzen, giáo sư của Victoria, vì Lehzen luôn làm trái Hệ thống Kensington. Khi lên ngôi vào tháng 6 năm 1837, Victoria của Anh ra lệnh tống cổ Conroy và cấm ông xuất hiện tại triều đình, ngoài ra bà còn đẩy Lady Flora và mẹ mình đến sống ở dãy phòng cách xa phòng bà trong Cung điện Buckingham. Bà Công tước xứ Kent khăng khăng đòi con gái cho phép Conroy cùng gia đình được phép xuất hiện tại triều đình nhưng bị Nữ vương khước từ, bà nói: "Ta nghĩ mẹ đừng mong đợi ta sẽ chiếu cố Sir John Conroy sau những gì ông ấy đã làm với ta trong suốt những năm qua."

### 1839
Khoảng năm 1839, Lady Flora bắt đầu cảm thấy chướng và sưng to phần bụng dưới. Bà đến gặp bác sĩ của Nữ vương, ngài James Clark, ông đề nghị cần khám tổng quát mới có thể chẩn đoán bệnh tình nhưng bà từ chối. Clark nghi hoặc việc bụng Lady Flora to lên là do mang thai và thăm khám cho bà hai lần một tuần từ ngày 10 tháng 1 đến ngày 16 tháng 2. Những nghi ngờ của bác sĩ Clark được "giữ bí mật" vì Lady Flora chưa chồng. Tuy nhiên, "kẻ địch" của Flora, Nữ Nam tước Louise Lehzen và Công tước phu nhân xứ Bedford đã hay tin và lan truyền tin đồn rằng bà Flora "có thai". Victoria của Anh cũng tin vào lời đồn này, đã viết trong hồi ký đại khái rằng bà nghi ngờ Conroy chính là cha của đứa trẻ. Lady Flora cảm thấy cần phải bảo vệ thanh danh của bản thân, đã viết một tâm thư nêu rõ sự tình và công bố trên tờ The Examiner, trong đó bà đổ lỗi cho "người đàn bà ngoại quốc nào đó" đã lan truyền tin đồn.
Lady Flora cuối cùng cũng chấp nhận để cho các bác sĩ trong triều đình khám tổng quát, kết quả bà vẫn là một trinh nữ. Flora đã viết thư cho mẹ vào năm 1839 nói về trận đấu Eglinton, trong đó bà thể hiện mối quan tâm về việc một trong số các hiệp sĩ có thể bị thiệt mạng trong môn thể thao bạo lực. Ngày 27 tháng 6 năm 1839, Victoria của Anh đã đến thăm Lady Flora lúc bấy giờ đã tiều tụy và hấp hối.

### Cái chết
Lady Flora qua đời tại London vào ngày 5 tháng bảy 1839 ở tuổi 33. Bà được chôn cất tại lâu đài Loudoun, gia đình cô. Conroy và Lord Hastings, anh trai Lady Flora, đã khởi động một chiến dịch cùng giới báo chí để phê phán Nữ vương và bác sĩ Clark vì đã chỉ trích họ cùng với những tin đồn sai lệch nhắm vào Lady Flora cũng như làm tổn hại danh tiếng gia tộc Hastings.
Tờ The Morning cũng lên án "những kẻ đồng mưu" với Nữ vương bao gồm Nữ Nam tước Lehzen và Bà Công tước xứ Bedford vì tội danh khởi nguồn của những lời đồn đãi. Victoria của Anh bị ám ảnh bởi những hồi ức tội lỗi về Lady Flora, danh tiếng của bà bị ảnh hưởng nặng nề và gặp ác mộng về Lady Flora suốt vài năm sau đó..

## Phim ảnh
Lady Flora được tái hiện trong bộ phim The Young Victoria (2009) bởi diễn viên Ireland Genevieve O ' Reilly.